# Яснобір

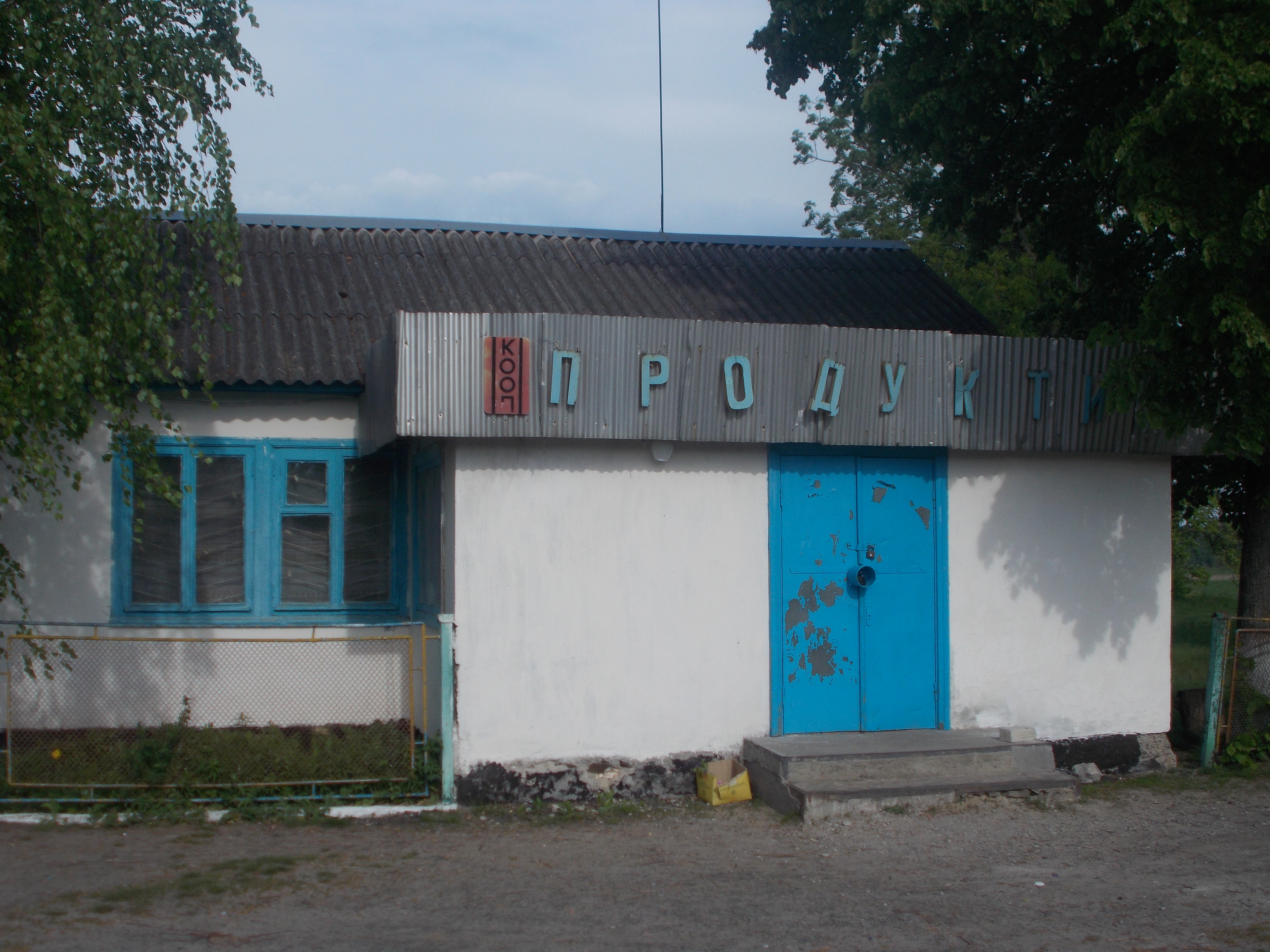
Магазин в селі Яснобір

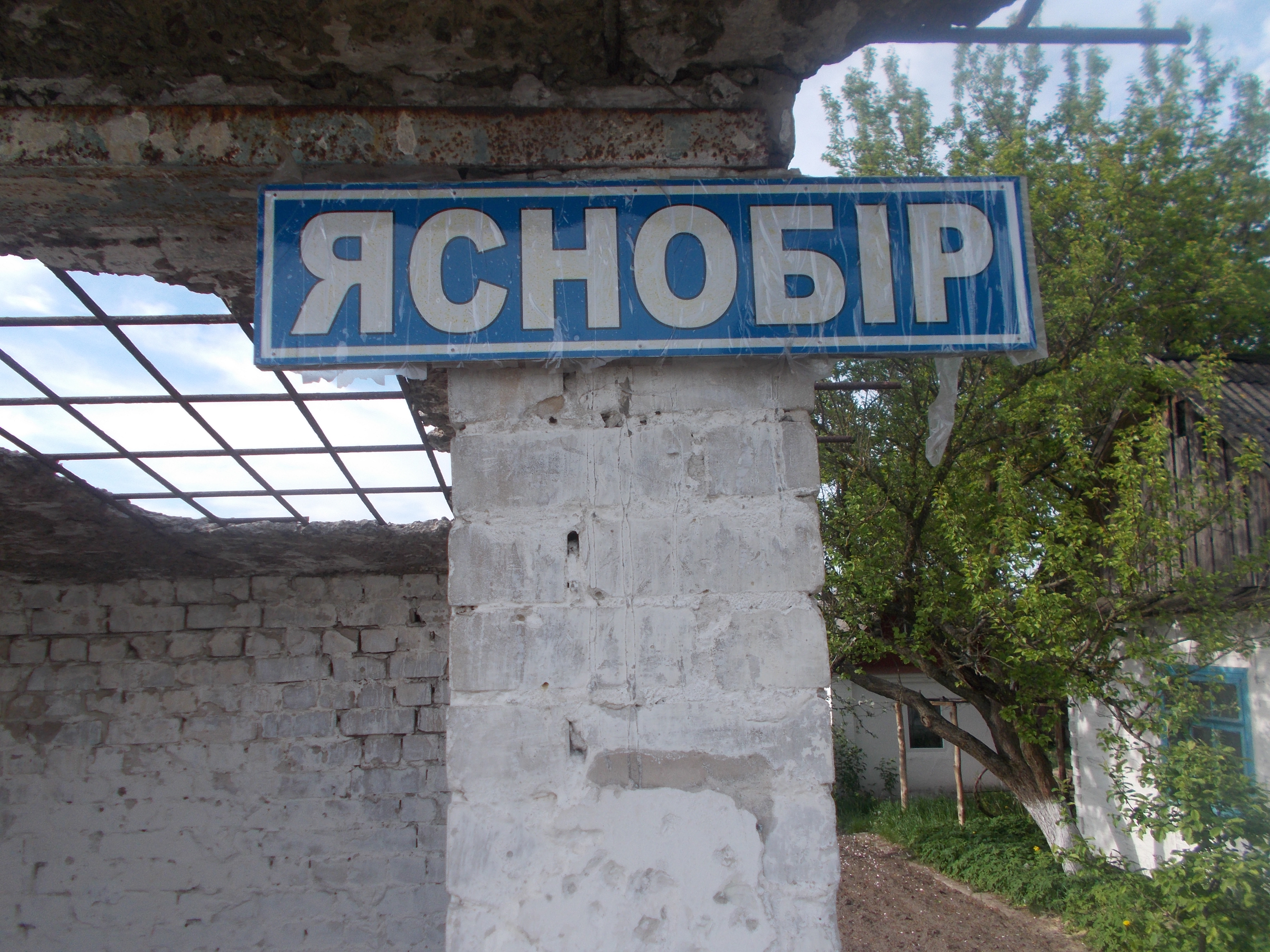
Зупинка в с. Яснобір

Яснобі́р — село в Україні, Костопільської міської громади, в Рівненському районі Рівненської області. Населення становить 135 осіб.

## Символіка
Символи затверджені 28 листопада 2024 року рішенням Костопільської міської ради. Автори – А. Гречило та Ю. Терлецький.

### Герб
У синьому полі дві скошені навхрест золоті сокири; на широкому срібному бордюрі до сторін щита відходять 8 зелених ялинок. Зелені ялинки і біле (срібне) поле символізують перекази про заснування села на галявині, оточеній лісом, та виникнення його назви (герб є промовистим). Дві сокири уособлюють давні деревообробні промисли.

### Прапор
Квадратне полотнище, у центрі якого в синьому квадратному полі (розмір сторін становить половину сторони прапора) дві покладені навхрест жовті сокири, від цього поля по периметру відходять до країв полотнища 8 зелених ялинок на білому фоні.

## Історія
1883 року йшла війна Польщі з Австрією. Пораненого князя Островського було захоплено в полон. Воїн на прізвище Бурячинський допоміг князю втікти з полону і привів його до своїх воїнів. Князь в нагороду за те поселив його на території своєї землі, поблизу сіл Олександрівка і Піскова.
Сім'я Бурячинських була вільною від податків і не працювала на панів. Потім ці землі були куплені князем Чорторийським, який жив у Клевані, він наказав сім'ї Бурячинських переселитися на велику галявину посеред лісу і назвав це місце Ясний Бір.
Незабаром сюди почали заселятися поляки і українці. До 1930 року нараховувалося 44 хати і назвали поселення Ясно Бір.
До 1939 року село знаходилося під владою Польщі, була відкрита школа із 4-ох класним навчанням, де навчали польською мовою.
У 1941 р. під час німецько-радянської війни, деякі поляки виїхали з села, а осінню 1941 р. в селі були вже німці. На захист Батьківщині з села пішли люди: Бурячинський Леонтій Антонович, Бурячинський Михайло Романович, Грищенко Антон Захарович та інші.
Пізно осінню 1944 р. в небі над селом кружляв радянський літак, це був розвідник. Люди бачили, як від літака, що кружляв над лісом відділився парашутист і почав приземлятися, незабаром у село увійшли партизани, а за ними війська регулярної армії.
Після війни 1948 році було організовано колгосп, який носив назву ім. Андреєва, головою колгоспу був Зінчук Лукаш Лукашевич, бригадиром Мішковець Іван Антонович, головою виконкому Буржинський Йосип Адольфович. В 1956 році колгоспи було приєднано до с. Пісків і називався він ім. 40 р. жовтня.

## Сучасний стан
На сьогоднішній день в селі є: магазин, Яснобірський фельдшерсько-акушерський пункт та клуб. Село належить до Пісківської сільської ради.

## Посилання

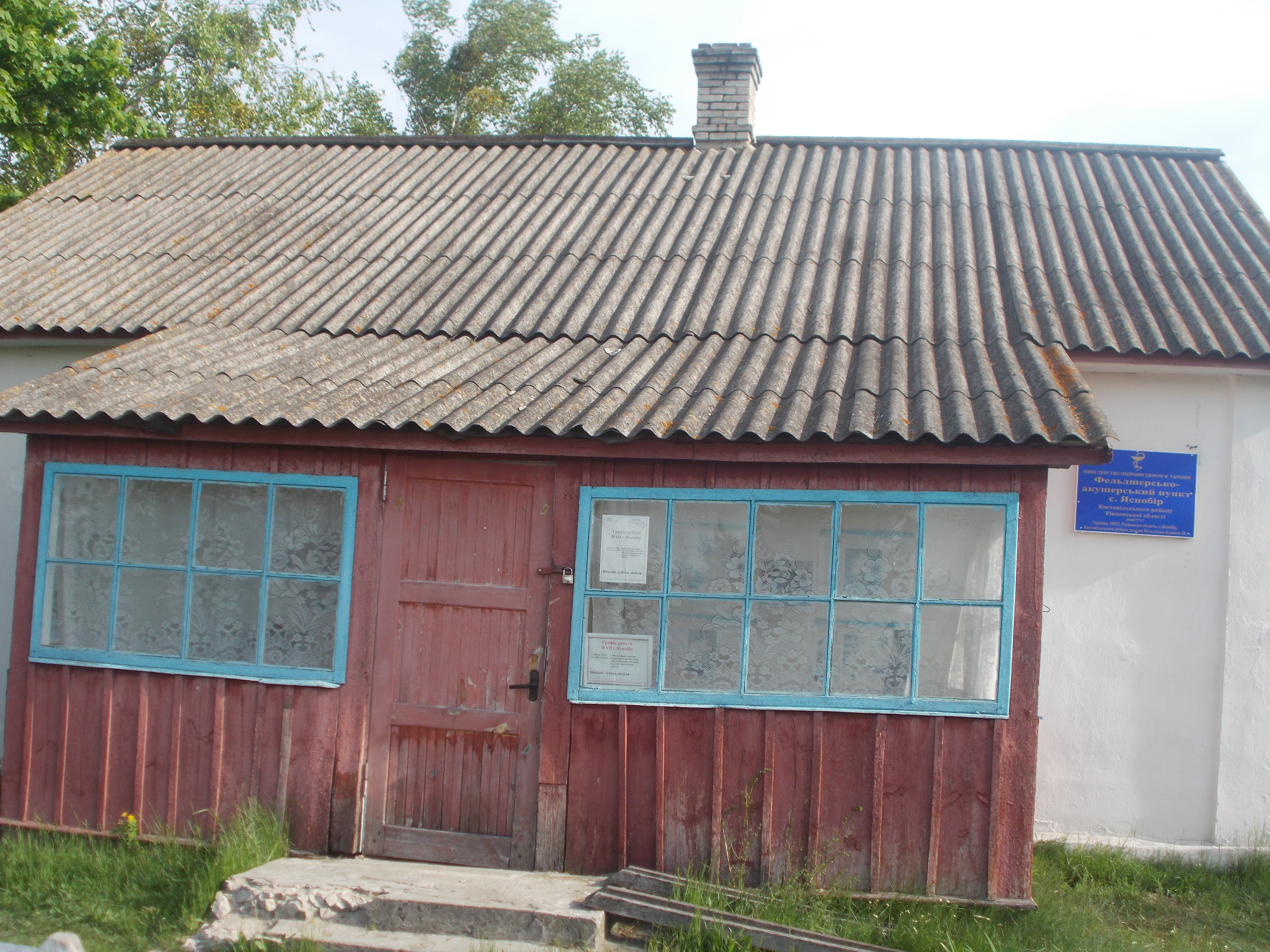
Фельдшерсько-акушерський пункт

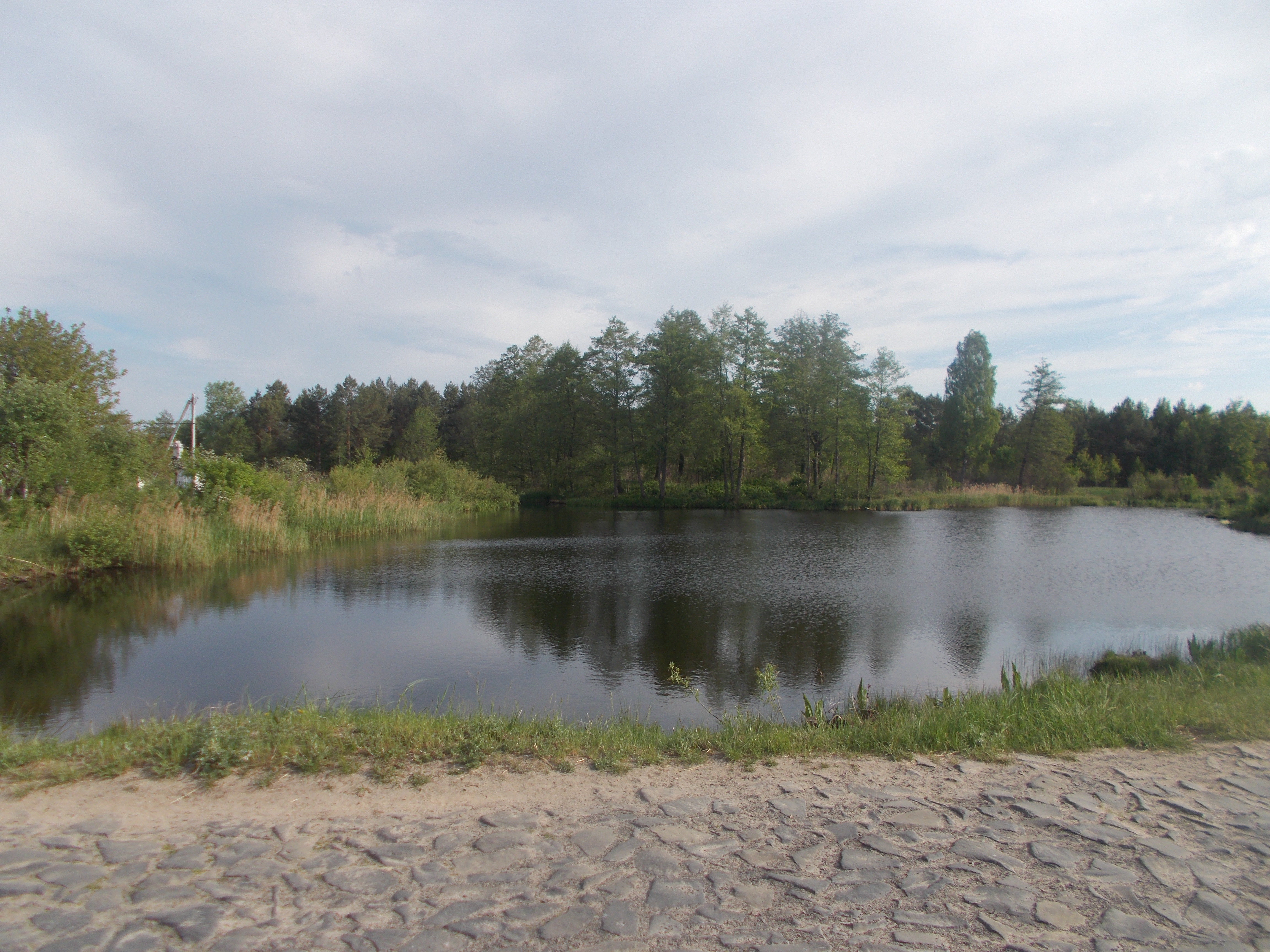
Ставок с. Яснобір

## Відомі люди

### Народились
- Бурячинський Олександр Миколайович — голова правління ВАТ «Сарненський комбінат хлібопродуктів», народний депутат України ІІ скликання